# Montag Morgen
Montag Morgen (Originaltitel: Lundi Matin) ist ein französisch-italienischer Spielfilm von Otar Iosseliani aus dem Jahre 2002.

## Handlung
Vincent ist Schweißer von Beruf. Er ist leidenschaftlicher Maler und Raucher, doch jeden Montagmorgen wird er aus seiner Idylle gerissen. Der Wecker klingelt um fünf Uhr morgens und Vincent muss in die Fabrik. Auf dem Weg dorthin Rauchverbot, in der Fabrik Rauchverbot. Dann kommt er nach Haus und auch dort ist ihm von seiner Ehefrau Joséphine ein Rauchverbot auferlegt worden. Seine Arbeit und seine dörfliche Umgebung gehen ihm auf die Nerven. Eines Tages beschließt Vincent einfach in den Zug zu steigen und seine kleine Welt zu verlassen. Er fährt nach Venedig. Als er in Venedig ankommt, ist Sonntag. Die Menschen sind frohgelaunt und Vincent genießt die Gelassenheit von Venedig. Hier lernt er Carlo kennen. Die beiden freunden sich an und Vincent erhält eine Schlafgelegenheit bei Carlo. Auch Carlo ist von Beruf Schweißer. Als am nächsten Montagmorgen der Wecker für Carlo klingelt, steht auch Vincent auf. Er geht mit ihm zur Arbeit und sieht am Werkseingang das Schild: Rauchverbot. Vincent macht auf der Stelle kehrt und verbringt den Tag lieber in Venedig als auf der Arbeit. Erst acht Monate später kehrt Vincent in sein Dorf nach Frankreich zurück und beginnt wieder sein normales Leben.

## Kritiken
„Melancholische zivilisationskritische Komödie, die sich mit skurrilen und grotesken Momenten gegen jeden Anflug von Depressivität aufbäumt und ein Hohelied auf Freiheit und Individualismus anstimmt. Reich an Bezügen zu früheren Werken des Regisseurs, überzeugt der Film durch die impressionistische Inszenierung und eine entdeckungsfreudige Kamera, die Menschen und Dinge sowohl konkret als auch gleichnishaft zeigt.“

## Auszeichnungen
Der Film nahm am Wettbewerb der Berlinale 2002 teil. Otar Iosseliani erhielt den Silbernen Bären für die beste Regie und den FIPRESCI-Preis.